# Sosnovyj Bor
Sosnovyj Bor (rusky Сосно́вый Бор) je město v Leningradské oblasti v Rusku. Nachází se v Koporské zátoce zhruba 80 km od Petrohradu. Bylo založeno roku 1958 a roku 1973 se stalo městem, dosud nejmladším na severozápadě Ruska.
Počet obyvatel rychle rostl. V roce 1959 měla obec 1762 obyvatel, o dvacet let později 42 205. Na počátku roku 2010 činila populace 67 234.
Mohutný rozvoj města byl zapříčiněn především stavbou Leningradské jaderné elektrárny (LAES). Její první blok byl sériově prvním blokem černobylského typu RBMK-1000 a pracoval od prosince 1973 do prosince 2018. Elektrárna je v současné době (konec r. 2019) dvoufázovým objektem - první fáze obsahuje dva komplexy po dvou RBMK-1000, které jsou postupně odstavovány, první koncem roku 2018, druhý koncem roku 2020. Druhá fáze obsahuje prozatím dva tlakovodní reaktory VVER-1200/V-491, z nichž jeden je v komerčním provozu a druhý se dokončuje. Výstavba dalších dvou bloků je v plánu, čímž budou původní bloky nahrazeny. Prozatím jde o nejvýkonnější jadernou elektrárnu v Ruské federaci, čtveřice bloků (3 x RBMK + 1 x VVER) má společný výkon 4 200 MW.